# Sufetula diminutalis
Sufetula diminutalis is een vlinder uit de familie van de grasmotten (Crambidae), uit de onderfamilie van de Lathrotelinae. De wetenschappelijke naam van deze soort is voor het eerst gepubliceerd in 1866 door Francis Walker.
De soort komt voor in Florida, Cuba, Jamaica, de Dominicaanse Republiek, Honduras, Costa Rica en Panama.